# Universitätsplatz (Bukarest)

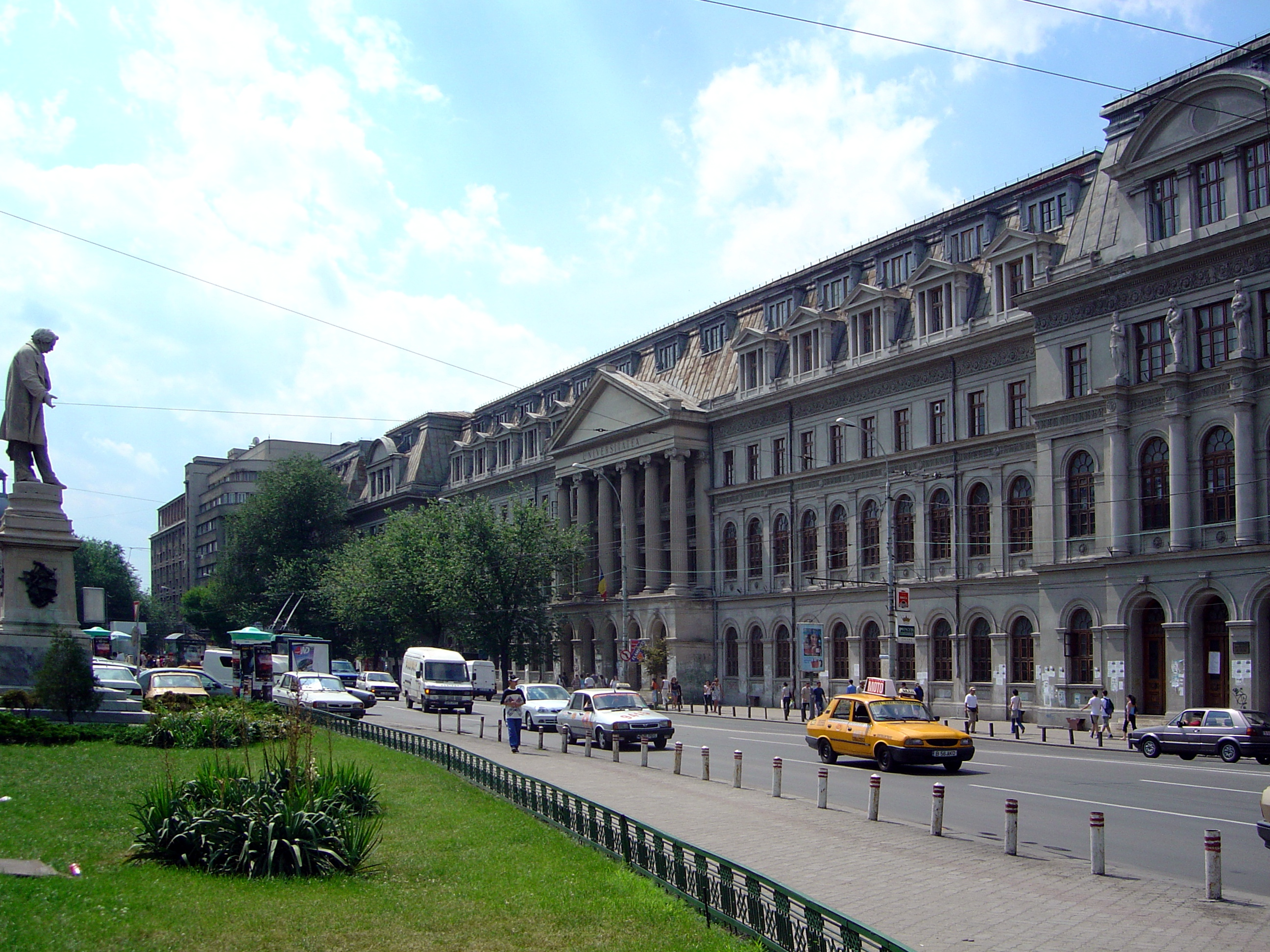
Universitätsplatz und -gebäude in Bukarest

Der Universitätsplatz (rumänisch Piața Universității) befindet sich in der Bukarester Innenstadt, vor der dortigen Universität. Auf dem Platz befinden sich vier Statuen, welche Ion Heliade-Rădulescu, Michael den Tapferen, Gheorghe Lazăr und Spiru Haret darstellen. 
Der Universitätsplatz war im Mai und Juni 1990 ein Schauplatz der Proteste gegen die Wahl von Ion Iliescu zum rumänischen Staatspräsidenten, welche dann von herbeigerufenen Bergarbeitern aus dem Jiu-Tal gewaltsam aufgelöst wurden. Dieses Ereignis wurde im Rumänischen als Mineriada bezeichnet und hatte einen negativen Effekt auf das Ansehen Iliescus im In- und Ausland.
Außerdem befinden sich am Universitätsplatz das Nationaltheater Bukarest (Teatrul Național "Ion Luca Caragiale" București) und mit dem InterContinental-Hotel das bis 2004 höchste Gebäude der Stadt.

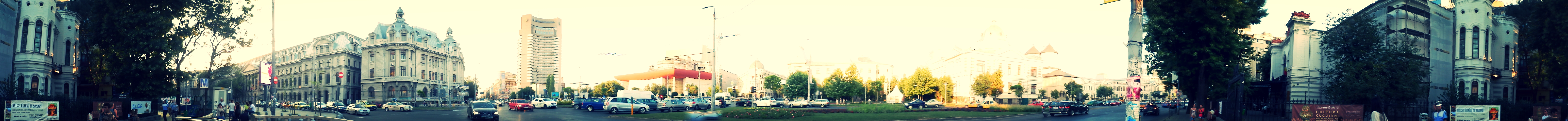
Panorama am Universitätsplatz